# Đurđevac (Mionica)
Đurđevac (Mionica) (em cirílico: Ђурђевац) é uma vila da Sérvia localizada no município de Mionica, pertencente ao distrito de Kolubara, na região de Kolubara Podgorina. A sua população era de 215 habitantes segundo o censo de 2011.

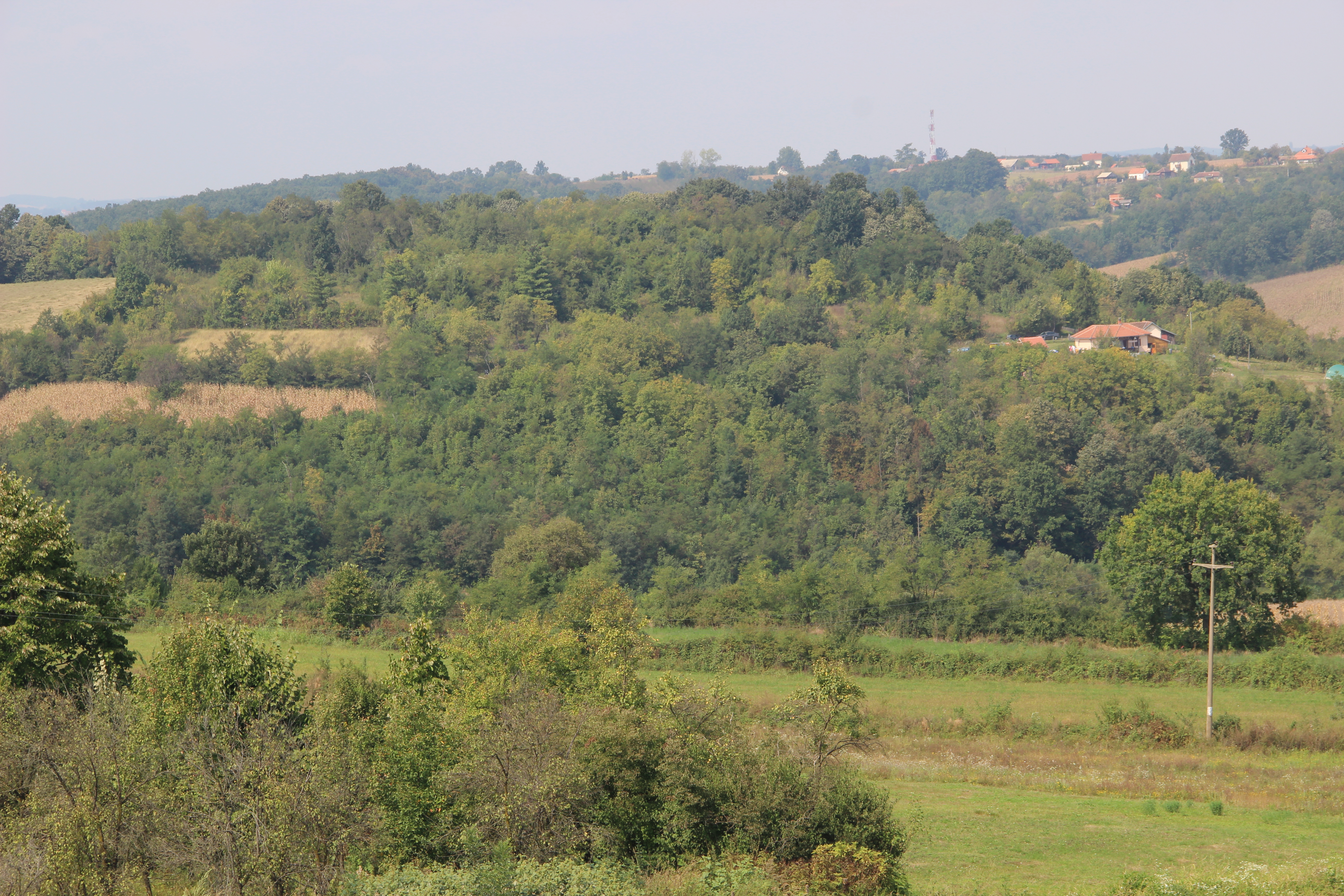
Đurđevac - panorama
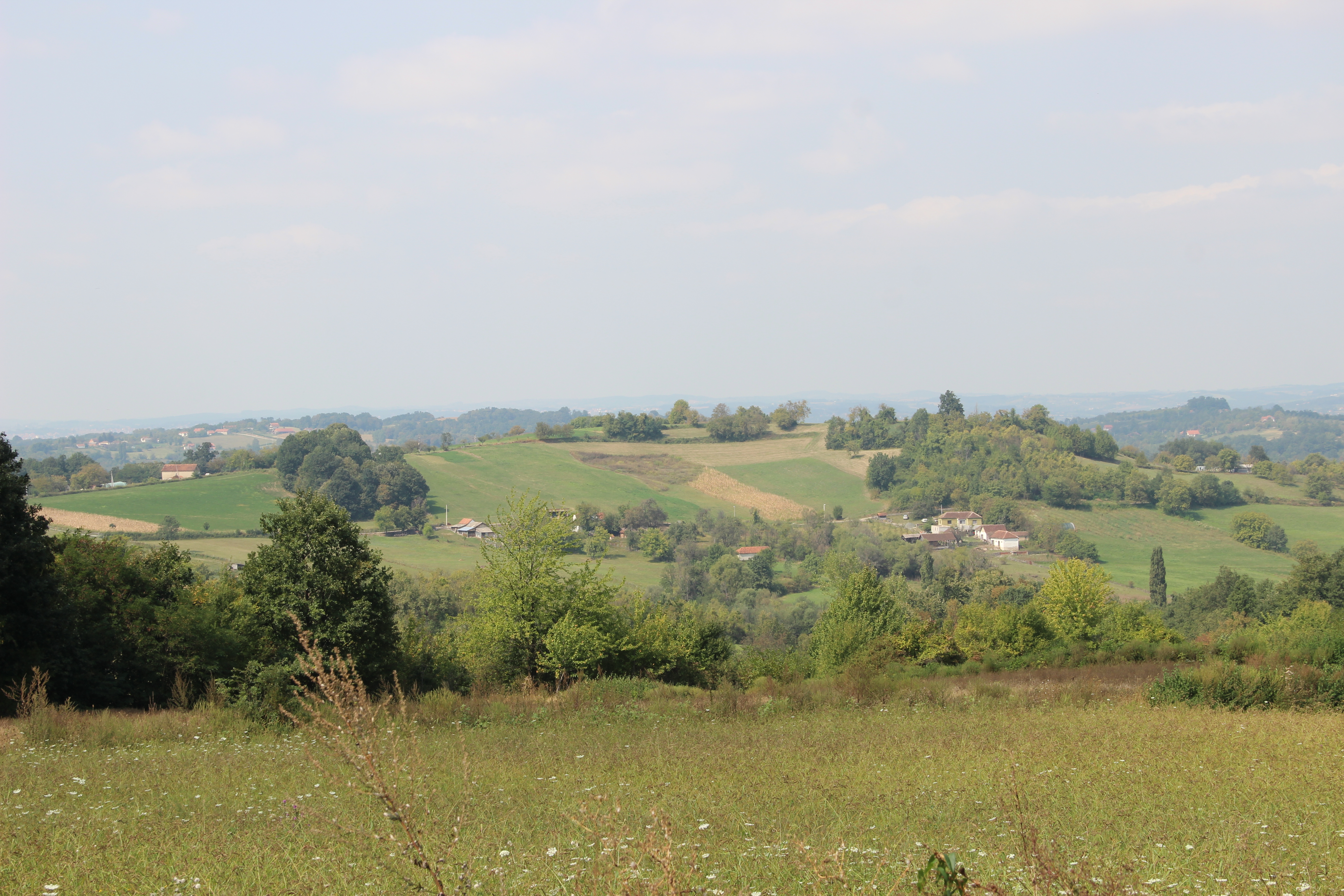
Đurđevac - panorama
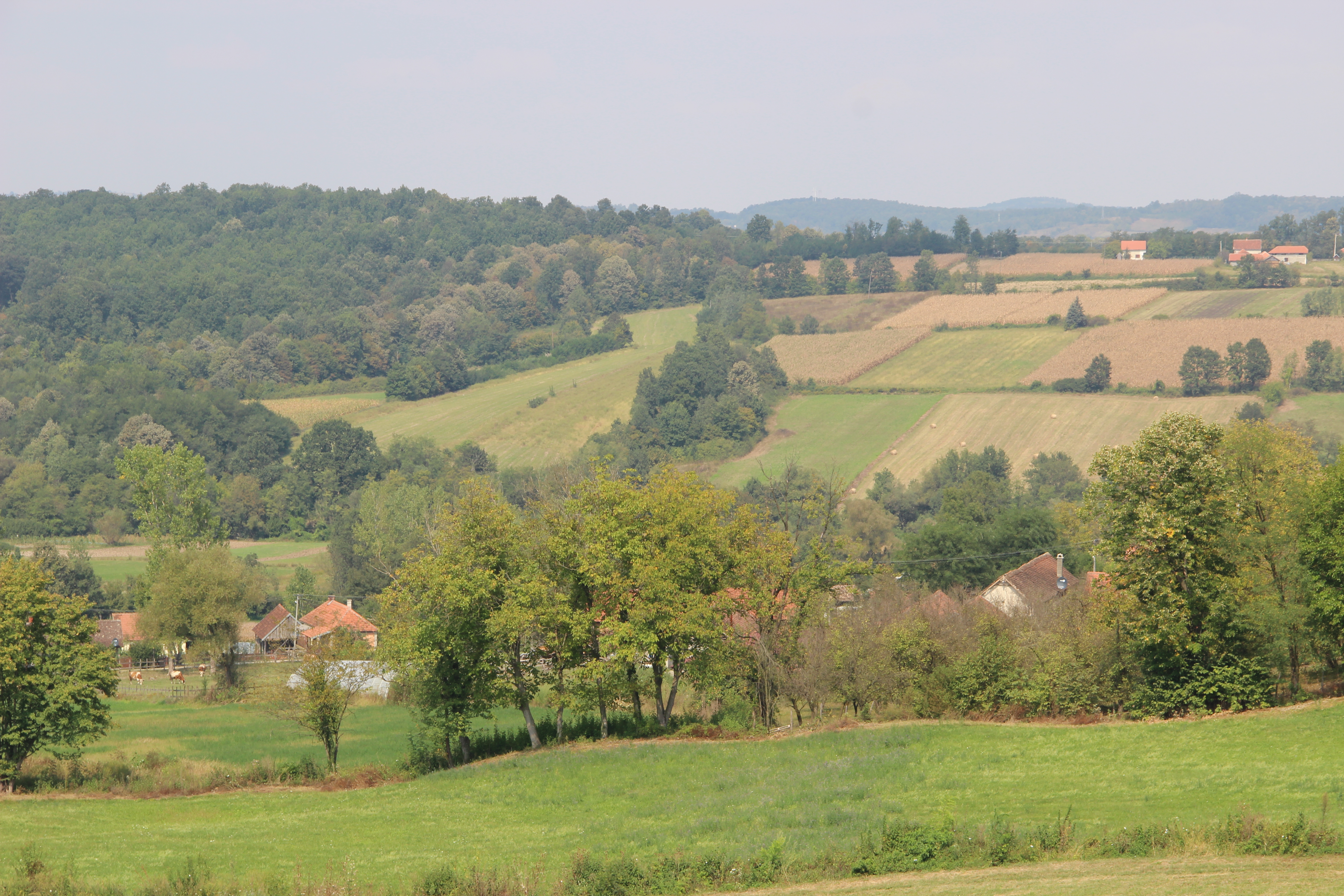
Đurđevac - panorama
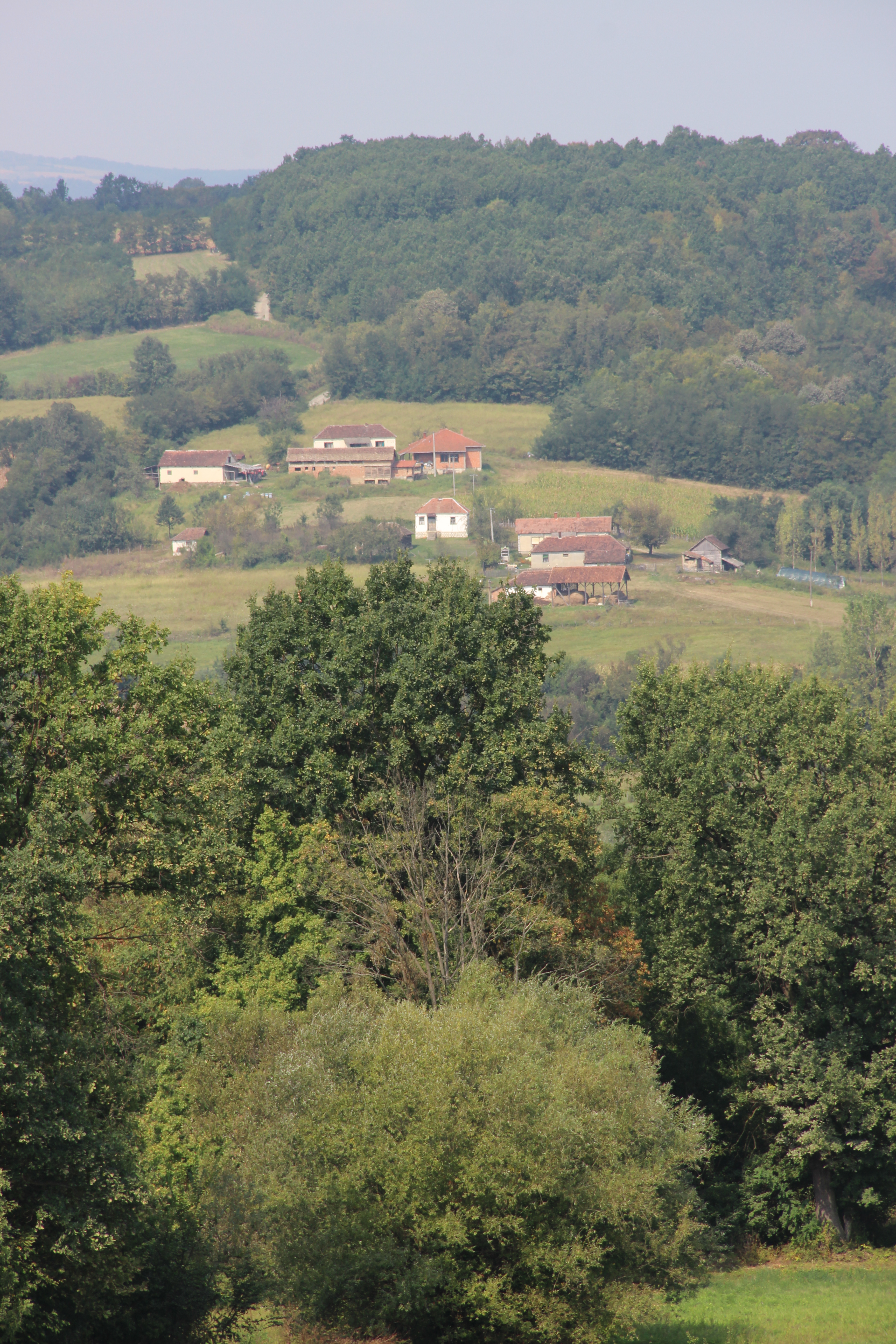
Đurđevac - panorama
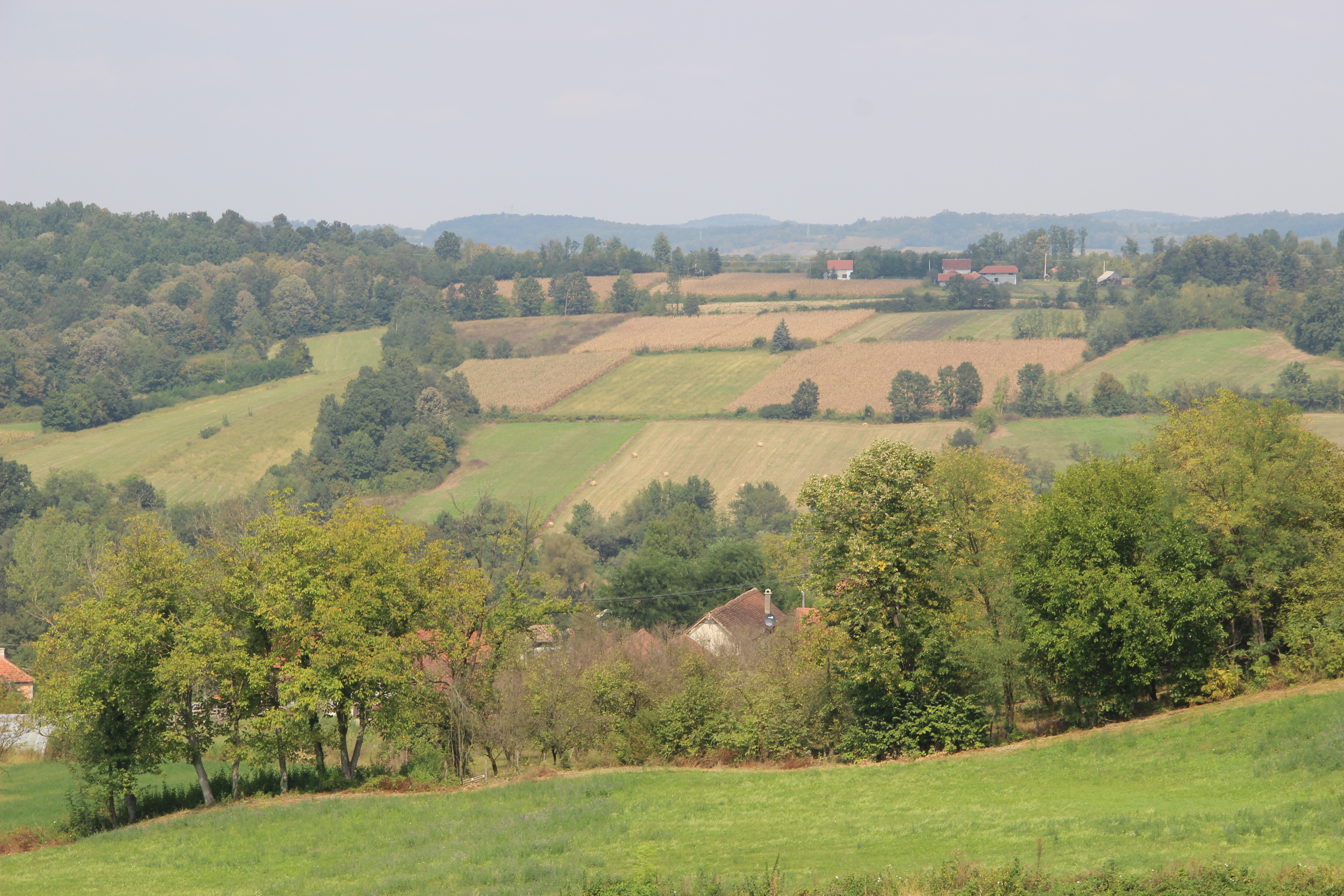
Đurđevac - panorama
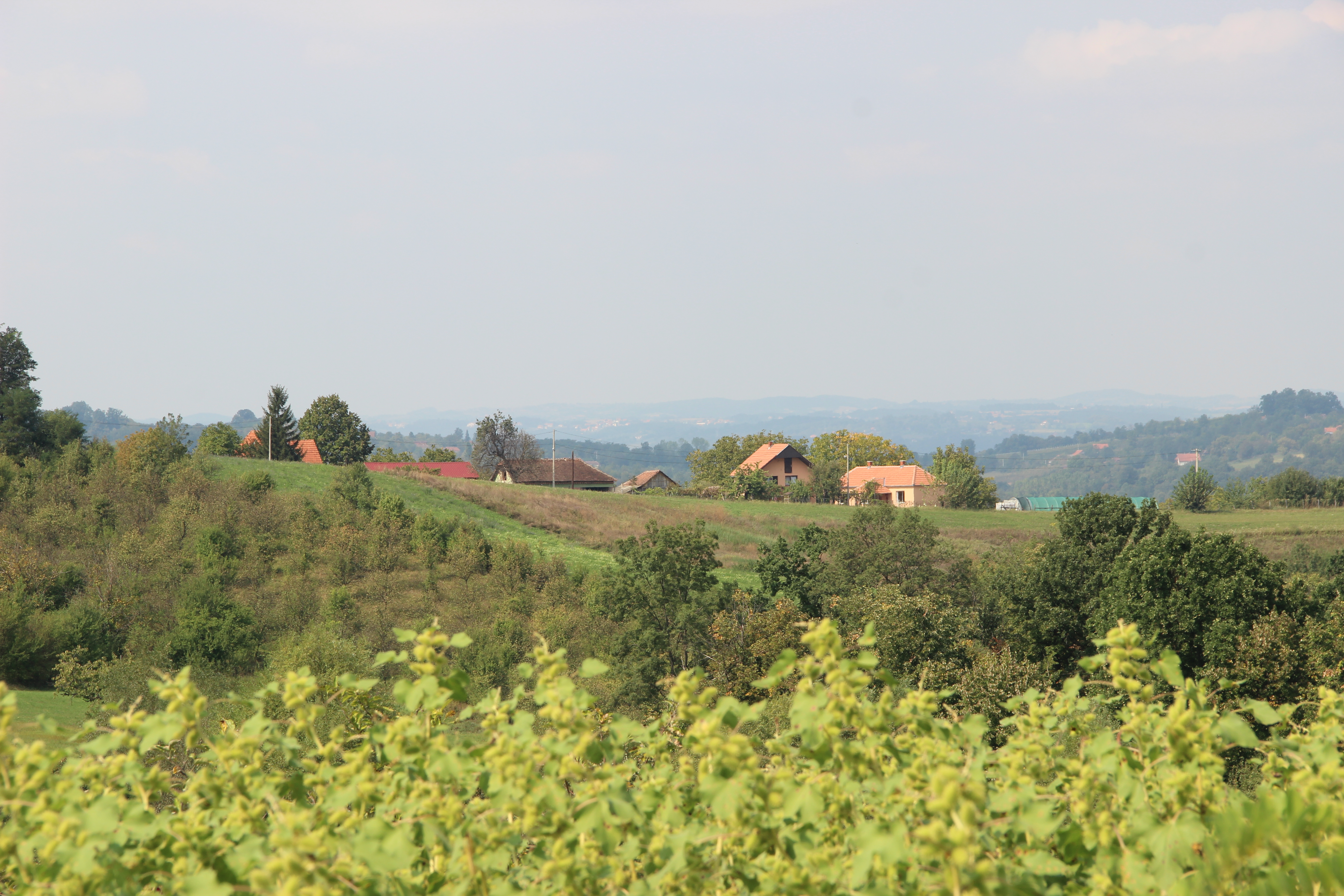
Đurđevac - panorama

## Demografia
| 1948 | 1953 | 1961 | 1971 | 1981 | 1991 | 2002 | 2011 |
| ---- | ---- | ---- | ---- | ---- | ---- | ---- | ---- |
| 553  | 558  | 490  | 450  | 412  | 323  | 297  | 215  |